# Emma d'Antiochia
Personnages
- Corrado di Monferrato, comte de Tyr (baryton)
- Ruggiero, son neveu (ténor)
- Emma, princesse d'Antioche (soprano)
- Adelia, fille de Corrado et épouse de Ruggiero (soprano)
- Aladino, jeune musulman esclave d'Emma (ténor)
- Odetta, dame de compagnie d'Adelia
- Chœur et figuration : chevaliers, croisés, dames, demoiselles d'honneur, troubadours, soldats, pages, écuyers et ménestrels

Emma d'Antiochia (en français Emma d'Antioche) est un opéra de Saverio Mercadante, sur un livret de Felice Romani, créé en 1834 à La Fenice, Venise.

## Argument
L'action se situe à Soria, dans la ville de Tyr au XIIe siècle.

## Structure musicale
- Symphonie

### Acte I
- Scène 1 : Introduction Della sidonia porpora, I tuoi sospetti, o Adelia, Affrettati, Il mio cuore, il cor paterno (Chœur, Odetta, Adelia, Ruggiero, Corrado)
- Scène 2 : Scène Or che di tanto evento (Corrado, Adelia, Aladino, Ruggiero)
- Scène 3 : Scène et cavatine d'Emma Ah! sì mi abbraccia, Ah se commossa io sono (Emma, Adelia, Corrado, Ruggiero, Aladino)
- Scène 4 : Scène et aria de Ruggiero Nel mio cuore lacerato leggi tu?, Io soffrir: mortale in terra (Ruggiero, Aladino)
- Scène 5 : Scène et duo Ruggiero-Emma Sola son io~pianger non vista io posso..., Amai quell'alma ingenua (Emma, Aladino, Ruggiero)
- Scène 6 : Finale Ciel! Qual suon?, Al tempio! Al tempio! (Emma, Ruggiero, Corrado, Adelia, chœur)

### Acte II
- Scène 7 : Introduction Compiuto è il rito!..., Addio! ~ Le faci svengono (Aladino, chœur)
- Scène 8 : Finale Salva è ancora, Fuggi meco, ah! Fuggi meco, Cielo! Sei tu che il vindice, La vittima vostra, iniqui, mirate (Ruggiero, Emma, Aladino, Corrado, chœur, Adelia)

### Acte III
- Scène 9 : Introduction Ella a ciascuno involasi (chœur)
- Scène 10 : Scène et aria de Corrado A me Ruggiero, Non sai tu che il mondo intero (Corrado, Ruggiero)
- Scène 11 : Scène et duo Ruggiero-Emma Viver promisi, Emma! Tu qui!
- Scène 12 : Récitatif Al più difficil punto (Emma, Aladino)
- Scène 13 : Finale In quest'ora fatale e temuta, Empia donna a me funesta, Orribil vista (Emma, Adelia, chœur, Corrado)

## Réception
La première a lieu à La Fenice, à Venise le 8 mars 1834. 
Les interprètes de la première représentation sont :
| Personnage | Interprète                  |
| ---------- | --------------------------- |
| Corrado    | Giovanni Orazio Cartagenova |
| Ruggiero   | Domenico Donzelli.          |
| Emma       | Giuditta Pasta              |
| Adelia     | Eugenia Tadolini            |
| Aladino    | Giacomo Roppa               |
| Odetta     | Giuditta Saglio             |

Le chef d'orchestre est Gaetano Mares (en), le scénographe Francesco Bagnara.
La fin de l'opéra est spécialement écrit pour Giuditta Pasta.
Le clarinettiste Catterino Catterini exécute le solo de clarinette basse dans l'acte II sur un instrument de son invention en forme de basson appelé « glicibarifono » qui est en ut et descend jusqu'au do grave. Ce solo virtuose est considéré comme le premier solo composé pour  clarinette basse dans un opéra. 
L'impact que ce nouvel instrument a eu sur Mercadante est clairement visible dans une lettre de 1847 écrite à Catterini : 

« Cher Monsieur,
 C'est avec plaisir que j'accède à votre désir de vous écrire pour vous faire part de l'effet avantageux qu'a produit sur moi l'instrument que vous avez inventé, à savoir le Glicibarifono, lorsque j'ai eu l'occasion d'en composer une partie spéciale dans mon opéra Emma di Antiochia à Venise.
 Permettez-moi d'ajouter aux nombreuses remarques favorables que je vous ai déjà faites au sujet de l'instrument en question, que je voudrais voir adopté dans tous les orchestres et groupes, sûr des résultats les plus heureux.
En attendant, je vous prie d'accepter les plus sincères et le plus grand respect de la part de quelqu'un qui se félicite de pouvoir s'appeler
Votre admirateur »

— Saverio Mercadante (de sa propre main)
À M. Catterino Catterini
Professeur de musique distingué